# Пјан дел'Олмино (Сијена)
Пјан дел'Олмино је насеље у Италији у округу Сијена, региону Тоскана.
Према процени из 2011. у насељу је живело 17 становника. Насеље се налази на надморској висини од 182 м.